# ...And Justice for All (canção)
"...And Justice for All" é a segunda faixa do álbum homônimo de 1988 da banda americana Metallica.
É a quarta canção mais longa da banda, totalizando 9 minutos e 47 segundos de duração, ficando atrás apenas de To Live is To Die (instrumental do mesmo álbum que "...And Justice for All"), Outlaw Torn (Load), Suicide & Redemption (Death Magnetic), se for levado em consideração o álbum Garage Inc. a canção também fica atrás de "Mercyful Fate" com seus 11:12, mesmo essa sendo um medley de cinco canções da banda de mesmo nome.

## Faixas
1. "…And Justice for All" (Edit) 5:58
2. "…And Justice for All" (LP version) 9:45

## Curiosidades
- Em 2013, fãs da banda criaram uma petição em um site pedindo que o hino nacional brasileiro fosse trocado por essa música. segundo eles, "o Hino Nacional Brasileiro, apesar de sua música linda, tem uma letra que raros brasileiros entendem. Seu vocabulário arcaico e rebuscado faz com que os brasileiros simplesmente cantem o hino por cantar, sem entender o que estão falando.".[1]